# L'Oristeo

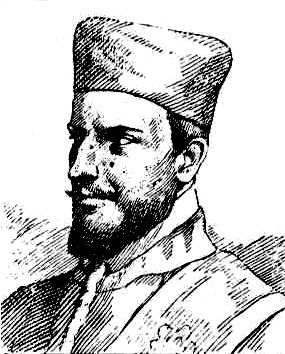
Francesco Cavalli

L'Oristeo är en italiensk opera (dramma per musica) i prolog och tre akter med musik av Francesco Cavalli och libretto av Giovanni Faustini.

## Historia
Operan hade premiär vid invigningen av Venedigs sjunde operahus, Teatro Sant' Apollinare, den 9 februari 1651.
I akt I besjunger Corinta och Oristeo kärlekens lov. I en duett som föregår senare tiders Opera buffa-traditioner tecknar Cavalli skickligt deras skilda ståndpunkter och skildrar den animerade debatten med motiv som jagar och avbryter varandra.

## Personer
- Diomeda, Prinsessa of Caonia (sopran)
- Oristeo, Kung av Epirus (baryton eller bas)
- Euralio, hans son (sopran)
- Trasimede, Prins av Archaea (tenor)
- Corinta, Prinsessa av Locri (sopran)

## Handling
Oristeo råkar oavsiktligt döda sin fästmö Diomedas fader. Han gömmer sig av skam. Trasimede uppvaktar Diomeda medan hans försmådda fästmö Corinta förklädd övervakar hans göranden. När Corinta och Oristeo avslöjar sina rätta identiteter för att rädda sina respektive älskanden inser Diomeda och Trasimede sina fel.